# ستيف سميث (منافس ألعاب قوى بريطاني)
ستيف سميث (بالإنجليزية: Steve Smith) هو منافس ألعاب قوى بريطاني، ولد في 29 مارس 1973 في ليفربول في المملكة المتحدة.

## وصلات خارجية
- ستيف سميث على موقع الاتحاد الدولي لألعاب القوى (الإنجليزية)
- ستيف سميث على موقع ThePowerOf10.info (الإنجليزية)
- ستيف سميث على موقع اللجنة الأولمبية الدولية (الإنجليزية)
- ستيف سميث على موقع أوليمبيديا (الإنجليزية)
- ستيف سميث على موقع اللجنة الأولمبية البريطانية (الإنجليزية)